# Далайнор
Далайно́р (Хулуньчи, Хулунчи, Хулуньху, Далайху, Далай-Нор или Хулун-Нур, кит. упр. 达赉湖, монг. Далай нуур, кит. упр. 呼伦湖, палл. Хулуньху) — озеро на плоскогорье Барга (на высоте 539 м) в Автономном районе Внутренняя Монголия в северо-восточной части Китая.
Одно из крупнейших озёр Китая площадью около 2000 км². Глубина варьирует от 6 до 9 метров в зависимости от объёма осадков в году. В озеро впадают реки Керулен и Орчун-Гол. Берега низкие, заболоченные участки чередуются с песчаными.
При высоком уровне вода из Далайнора стекает в реку Аргунь по Мутной протоке. Водосборный бассейн Далайнора часто рассматривается как бессточный (в русскоязычной научной литературе 1950—1960-х годов его также называли полубессточным) и не включается в бассейн Аргуни и, соответственно, Амура и Тихого океана. Тем не менее, часть исследователей причисляет его к бассейну Аргуни.
Озеро охраняется Рамсарской конвенцией, а также программой ЮНЕСКО «Человек и биосфера».

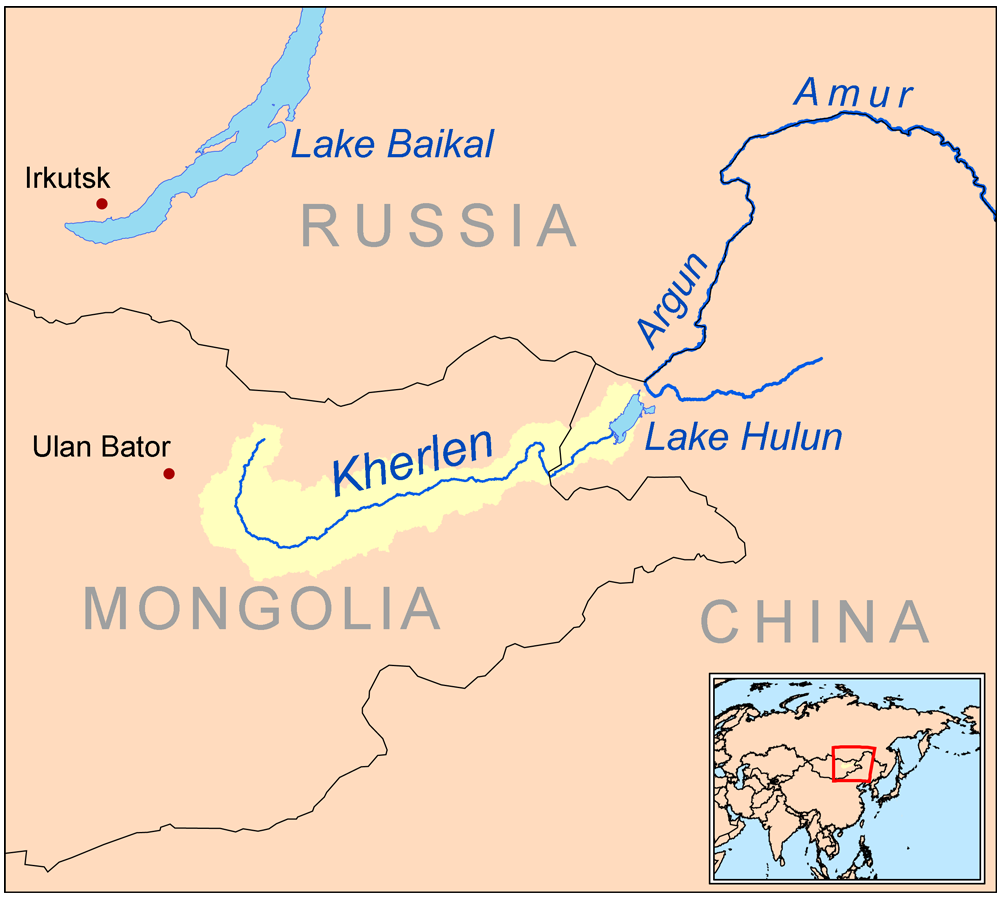
Хулун (Далайнор)